# P53

p53, imenovan tudi protein p53, deluje kot tetramerni prepisovalni dejavnik, ki nadzoruje celične procese, vključno z zaustavitvijo celične rasti, pri apoptozi, diferenciaciji in popravljanju DNK. Zaradi svoje zaviralne (inhibitorne) funkcije, kot tudi mutacije ali izgube pri ≥ 50 % humanih tumorjev, je p53 pomemben tumorje zavirajoči protein.

## Uvod
Med svojim življenjskim ciklom so celice podvržene različnim znotraj- in zunajceličnim stresom, ki spremenijo njihovo normalno delovanje. Genetske nepravilnosti, ki lahko vodijo do nastanka mutacij, so še posebno škodljive, saj njihov prenos na hčerinsko celico lahko vodi do nastanka neoplazije (progresivna, nekontrolirana proliferacija celic). Da bi si sesalčje celice zagotovile homeostazo, se v njih aktivirajo ključni uravnalni faktorji, ki kontrolirajo celično rast. Tumorje zaviralni gen p53 so v začetku povezovali samo s kontrolno točko pri poškodovani DNK. Kasneje so ugotovili, da ima veliko več funkcij, saj sodeluje tudi pri aktivaciji onkogenov in hipoksiji.

## Struktura p53
Domena p53 je sestavljena iz  NH2-terminale domene, jedrne DNK-vezavne domene in COOH- terminalne domene. NH2-terminalna transaktivacijska domena naj bi omogočala vezavo bazalnih transkripcijskih faktorjev, kot so p300/CBP, TFIID in TATA-vezavni protein . Te združitve naj bi vodile transaktivacijsko in transrepresijsko funkcijo p53. Centralno kompaktno jedro p53 tvori DNK-vezavna domena. Ta domena omogoči vezavo proteina na specifično DNK zaporedje in prav ta domena je pri večini humanih rakov mutirana. COOH-terminalna domena vsebuje tetramerizacijske regije na katero se vežejo bazalni transkripcijski faktorji. 
Kot smo že zgoraj omenili se mutacije p53 najpogosteje pojavljajo v DNK-vezavni domeni. Posledica mutacij je izguba vezalne afinitete za DNA v primerjavi z divjim tipom p53. V splošnem, mutacije v predelih, ki so v direktni povezavi z DNA, povzročijo popolno izgubo afinitete in s tem vezavo. Mutacije v strukturnih ostankih (predelih) povzročijo več kot 50 % izgubo vezalne afinitete za DNA.

## Pridobitvena funkcija p53
Čeprav pri skoraj polovici vseh rakov najdemo mutiran p53, je njegovo raziskovanje še bolj poglobljeno zaradi zmožnosti pridobitvene funkcije (gain-of-function). To so fenotipi, ki niso povzročeni s strani divjega tipa p53. Kar nekaj fenotipov s pridobitveno funkcijo poznamo; npr. povečana celična rast, povečana tumorogeneza, večja invazivnost, zmotena kontrolna točka delitvenega vretena in odpornost proti citotoksičnim agensom. Prav tako so dokazali, da mutante p53 V134A in C132F povzročijo, da celice postanejo odporne proti TGF-β (transforming growth factor) . Dodatni dokaz, da ima mutiran p53 zmožnost nevtraliziranja TGF-β, je ta, da so zasledili zmanjšano stopnjo endogenih homozigotnih mutant A138P p53 v B-celični liniji (RL), ko so jih izpostavili citokinom, kar sovpada z nastankom rastne supresije . Nekateri DNA-vezavni mutanti p53 lahko spreminjajo gensko izražanje, ki ga divji tip p53 ne regulira ali pa nanj deluje nasprotno. Npr. nekatere mutante p53 povečajo izražanje c-myc, bazalnega fibroblastnega rastnega faktorja, receptor 1 inzulin podobnemu rastnemu faktorju in interlevkina-6, medtem ko divji tip p53 reprimira izražanje omenjenih genov.
Raziskovanje mehanizma pridobitvene funkcije mutiranega p53 je zelo težko. Pokazalo se je, da ne morejo vse mutante p53 s pridobitveno funkcijo povečati izražanje enakih genov. Mutante s pridobitveno funkcijo naj bi bile odvisne od promotorja in celičnega tipa. Verjetno zaradi razlik v ko-regulativnih proteinih. Prav tako je p53 član družine nastajajočih (angleško emerging protein family) proteinov, tako da ostali proteini kompenzirajo izgubo aktivnosti p53. Funkcija divjega tipa p53 je lahko preklicana z regulatornimi proteini, kot so npr. ARF, MDM2 ali ING1 in s tem preučevanje mehanizma pridobitvene funkcije postane še kompleksnejša.
Za divji tip p53, pri transaktivaciji in zaviranju rasti, COOH konec ni bistven, vendar je nujno potreben pri mutiranem p53 za uveljavljanje pridobitvene funkcije. Delecije predelov COOH konca mutiranega p53-Gly281 so omogočile pridobitev funkcije za izražanje EGFR, MDR-1 in c-myc.  V primeru delecije ekstremnih COOH koncev p53-His175, le-ta lahko potem sodeluje pri anti-apoptotični aktivnosti. Poleg COOH-terminalne domene so Lin in sod. leta 1995 pokazali, da sta dve hidrofobni aminokislini v NH2-terminalni domeni proteina p53 (p53-Gly281) tudi potrebni za pridobitveno funkcijo.
Nekatere mutante p53, ki so imele spremembe v tetramerizacijski domeni niso bile onkogene, niti dominantno negativne, kot tudi niso stimulirale izražanje MDR-1 gena . Fraizer in sod. so leta 1998 s p53-Gly281 pokazali, da je zadnjih 13 aminokislin COOH-konca nepotrebnih in da so aminokisline 372-280 nujno potrebne za vzdrževanje pridobitvene funkcije pri prepisovanju c-myc. Orientacija in položaj zaporedja znotraj eksona 1 c-myc je pomemben za transaktivacijo c-myc z mutiranim p53. Poleg tega avtorji navajajo, da naj bi pri transaktivaciji sodeloval od RNA odvisen mehanizem.
Pridobitvene funkcije genskega uravnavanja so lahko posledica zmožnosti mutant, da se povežejo z različnimi uravnalnimi elementi, kot je bilo ugotovljeno pri c-myc in EGFR. Čeprav omenjene uravnalne aktivnosti nekako veljajo, se pojavlja nova teorija o pridobitveni funkciji. Namreč ti fenotipi naj bi nastali, kot posledica retencije nekaterih prepisovalnih uravnalnih funkcij divjega tipa, zaradi izgube mnogih proti-uravnalnih aktivnosti. Povedano drugače, te mutacije povzročijo izgubo ravnotežja med normalno funkcijo p53, katerega ustvari novi fenotip.  Mnogo izmed obdržanih (retained) funkcij divjega tipa, naj bi bile posledica interakcij transkripcijskih oz. prepisovalnih faktorjev preko NH2-terminalne transaktivacijske domene ali COOH-terminalne domene.

## Mehanizmi aktivnosti mutiranega p53 s pridobitveno funkcijo
Bili naj bi štirje različni mehanizmi aktivnosti mutiranega p53 s pridobitveno funkcijo.
a) Polovična življenjska doba mutiranega proteina p53 se poveča. Poleg tega je regulacija razgradnje MDM2 motena, ker lahko p53 regulira gene tudi z manj učinkovitim mehanizmom, kot samo z vezavo v specifično DNA konsenzno zaporedje, povečanje p53 lahko pomeni zmožnost genskega uravnavanja na drugačen način.
b) Kadar p53 zavzema različne konformacijske oblike, ki so posledica določenih drugočnosmiselnih mutacij, lahko interagira z nekaterimi drugimi celičnimi proteini, kot so npr. p38, p42 in MBP1. Te interakcije naj bi nastale s tvorbo novih vezavnih mest, ki so posledica mutacij. Funkcije p38 in p42 so neznane. Vendar, ko se MPB1 ektopično (ki ni na pravem mestu, ne nastaja na pravem mestu) izraža v p53-ničnih H1299 celicah transfeciranih s p53-His175, se stopnja neoplastičnih transformant močno poveča . MBP1 preferenčno veže p53 mutante strukturnega razreda, raje kot p53 mutante kontaktnega razreda, in sicer v naslednjem redu glede na mutanto p53: p53-His175 > p53-Gly281 > p53-His273 ≥ p53-Trp248 > divji tip p53. 
c) Mutiran p53 (MethA mutanta p53 in ostale mutante) lahko veže MAR/SAR DNA elemente. Ti elementi lahko uravnavajo gensko izražanje, začnejo DNA podvojevanje, DNA rekombinacijo in apoptozo (Bode in sod., 1995 cit. po Monique in sod., 2000). Vezava MAR/SAR DNA elementov je omogočena zaradi prisotnosti normalnih DNA nespecifičnih vezavnih domen in mutacije v jedrni domeni p53.
d) Nekatere oblike mutiranega p53 (p53-Ser239, p53-Ser245 in p53-His273) lahko pospešijo aktivacijo humanih topoizomeraz I, vendar niso učinkoviti kot transkripcijski in rastni inhibitorji. S svojimi aminokislinami na COOH koncu vežejo topoizomerazo I: Topoizomeraza I spada v družino encimov, ki so vključeni pri sproščanju topoloških stresov vzdolž DNA vijačnice. Topoizomeraze so nujno potrebne za jedrni metabolizem in sodelujejo pri mnogih procesih, kateri vključujejo ločitev in ponovno prileganje DNA (podvojevanje, transkripcija in popravilo DNA). Aktivnost topoizomeraze I vodi do genetske nestabilnosti, saj stimulira nehomologno rekombinacijo. Predpostavljajo, da naj bi pridobitvene funkcije prispevale k tumorogenezi s stimulacijo topoizomeraz I.